# Ghost Riders in the Sky: A Cowboy Legend
«Вершники в небесах» (англ. (Ghost) Riders in the Sky: A Cowboy Legend) (Примарні вершники в небесах: Ковбойська Легенда) — пісня у стилі кантрі/вестерн ковбойської тематики, написана в 1948 році американським композитором Стеном Джонсом. Мелодія пісні схожа на народну ірландську пісню «Spancil Hill» (відому в США завдяки ірландському імігранту Майклу Консидіну). Пісня перезаписувалася багатьма музикантами, і неодноразово потрапляла до чартів, з найбільшим успіхом — у виконанні Вогна Монро. У базі АСКАП пісня значиться як «Riders in the Sky» (назва-код 480028324), існують також інші варіанти назв — «Ghost Riders», «Ghost Riders in the Sky» і «A Cowboy Legend». В Асоціації західноамериканських письменників (Western Writers of America) цю пісню зараховують до Топ-100 пісень усіх часів.

## Огляд
Пісня оповідає народний переказ про ковбоя, якому привиділося стадо червонооких корів зі сталевими підковами, що мчали по небу, переслідувані духами проклятих ковбоїв. Один з них попереджає його, що якщо він не змінить свій шлях, він буде приречений приєднатися до них і назавжди «диявола пасти стада в безмежних небесах». Сам Джонс говорив, що він почув цю історію у 12-річному віці від старого ковбоя. Історія нагадує північноєвропейський міф про Дике полювання.
Понад 50 виконавців записали свої версії цієї пісні. Серед них — The Outlaws, Вогн Монро («вершники в небі» з оркестром та вокальним квартетом), який протримався на вершині Billboard, Бінг Кросбі, Френкі Лейн, Берл Айвз (дві різні версії), Марті Роббінс, шомпола та Джонні Кеш. Інші записи були зроблені Едді Арнольд, Пеггі Лі (з Джад Конлон), Крістофер Лі, Спайк Джонс і його гурт City Slickers та Джин Отрі для фільму «вершники в небі» 1949 року. Сам автор заспівав свою пісню для свого альбому «Creakin' Leather» в 1957 році. Гурти Children of Bodom, Impaled Nazarene and Die Apokalyptischen Reiter також зробили свої кавер-версії.
Мелодія пісні дещо нагадує пісню «Коли Джоні повертався додому.»
Імовірно пісня послужила джерелом натхнення для низки інших пісень. Зокрема гітарист гурту The doors Роббі Крігер свідчив, що саме ця пісня надихнула його на створення пісні «Riders on the Storm».
Пісня також надихнула журнал Magazine Enterprises' до створення коміксів «Примарний гонщик». Після того, як товарний знак ім'я персонажа і мотиву минув, Marvel Comics випустили майже ідентичні версії персонажу Примарний гонщик (1967), намальовані Айерс. Цей персонаж був перейменований у Примарного гонщика Марвела, коли Примарний гонщик дебютував у ролі мотоцикліста.

## Записи

### 1948
- Стен Джонс вперше записав пісню у 1948 році.

### 1949
- Берл Айвз записав пісню 17 лютого 1949 року, пісня була випущена лейблом Columbia в каталозі під № 38445. Запис вперше з'явився у рейтингу Billboard 22 квітня 1949, й протримався 6 тижнів, досягши № 21.[10]
- Вогн Монро записав пісню з оркестром і вокальним гуртом The Moon Men, вона була записана 14 березня 1949 року, випущена на лейблі RCA Records в каталозі під № 20-3411 (в США) і Емі на лейблі His Master's Voice у, в каталогу під № BD 1247, HN 3014, HQ 2071, IM 1425 and GY 878. Запис вперше з'явилася у рейтингу Billboard 15 квітня 1949 року, протримався 22 тижні, досягнувши № 1.[10] Billboard зарахував її як пісню № 1 за 1949 рік.[11]
- Бінг Кросбі записав пісню 22 березня 1949,[12] і випущений лейблом Decca Records в каталозі номером 24618. Запис вперше з'явився на Billboard 6 травня 1949, тривалістю 6 тижнів і досягнувши № 14.[10]
- Пеґґі Лі записала пісню 18 квітня 1949 року на лейблі «Capitol Records», в каталозі під № 57-608. Запис досяг № 2 у рейтингу найбільш виконуваних.
- Спайк Джонс записав пісню 24 травня 1949 року на лейблі RCA Records (в каталозі під № 20-3741). Копії оригінального випуску містять тексти, що висміюють акціонера RCA Вогна Монро, і вважаються рідкісними. Запис пародіює оригінальний запис Монро і містить чимало гумору.

### 1950-ті роки
- У 1953 році пісня прозвучала у фільмі «Goldtown Ghost Riders[en]».
- Пісню записав Скетмен Крозерс як першу в альбомі Rock 'n' roll with Scat Man
- Теодор Бікель[en] записав гумористичну версію, що увійшла до альбому «An Actor's Holiday» (1956).

### 1960-ті роки
- Пісню записав хор Нормана Лубоффа, помістивши до альбому «Songs of the Cowboy».
- Лоренс Велк випустив інструментальну версію в 1961 році, протягом 3 тижнів пісня протрималася в рейтингу Billboard Hot 100, досягши 87-ї позиції.[13]
- Curtis Lance (Dick Jensen) та Uniques записали інструментальну версію в 1961.[14]
- Гурт The Brothers Four записали версію у швидкому темпі з видозміненим текстом, скороченим до трьох строф, пісня увійшла до LP, «B.M.O.C.: Best Music On/Off Campus» for Columbia Records in 1961.
- Гурт The Sons of the Pioneers включив пісню до альбому «Cool Water[en]», випущеного на лейблі RCA Records в 1961 під назвою «Riders in the Sky».
- Інструментальну версію зі звуками мукання корів, вигуками та биття батогами записав гурт The Ramrods ‒ ця пісня фігурувала в рейтингах Billboard Top 30 та UK Top 10.
- The Ventures створили кавер-версію у стилі серф в 1961 році. Живе виконання за участі серф-рок-гурту The Original Surfaris увійшло до компіляційного альбому під назвою «Surfs Up! At Banzai Pipeline» (1962). В цьому записі можна почути риф з пісні Юргена Інгмана «Apache».
- Боб Джеймс включив пісню до альбому «Bold Conceptions[en]», випущеного у 1962.
- Шведський гурт The Spotnicks включив пісню до альбому «The Spotnicks in London, Out-a space» (1962).
- Frankie Laine включив пісню до альбому «Wanderlust[en]» (1963)
- Dick Dale включив пісню до альбому «King of the Surf Guitar[en]» (1963).
- Каліфорнійський співак Пітер Тьюїс записали версію в аранжуванні Енніо Морріконе і включив до альбому «Un pugno di...West» (1965).
- Гурт Baja Marimba Band включив пісню до альбому «Watch Out[en]» (1966).
- Том Джонс включив пісню до альбому «Green, Green Grass of Home[en]» (1967).
- Гурт Takeshi Terauchi & Bunnys записав інструментальну версію і включив до альбому «The World Is Waiting For Terry (1967)».
- Davie Allan and the Arrows зробили дві версії, одна увійшла до альбому «Blues' Theme» (1967), інша — до альбому «Moving Right Along[en]» (2008).
- Джиммі Вейклі записав пісню на лейблі Shasta Records.
- Берл Айвз вдруге записав пісню і включив її до альбому «Got the World by the Tail» (1969).

### 1970-ті роки
- Елвіс Преслі записав пісню у червні 1970 року на лейблі MGM.
- С'юзан Крісті включила пісню до альбому «Paint a Lady».
- Колишній гітарист гурту REO Speedwagon Гарі Річрат цитує мелодію пісні у гітарному соло в альбомі «Live: You Get What You Play For[en]» (1977).
- Гурт Riders in the Sky записав цю пісню для свого дебютного альбому «Three on the Trail[en]» (1979).
- Джонні Кеш зробив близький до оригіналу запис пісні в 1979 році для альбому Silver, цей запис досяг 2-ї позиції у рейтингу Hot Country Songs. Також Джонні Кеш виконує пісню в телесеріалі «Маппет-шоу» в 1980 році.

### 1980-ті роки
- Співак Кріс Леду записав версію пісні для свого альбому «Old Cowboy Heroes» (1980).
- Запис гурту The Shadows досяг 12-ї позиції в чарті Великої Британії в 1980 році. Ця версія була на півтону вище, ніж оригінал.
- Австралійська група The Fabulaires з Аделаїди зробили кавер-версію для альбому «Apocalypso'' 12» (1980).
- Рок-гурт Outlaws зробив запис для альбому «Ghost Riders» (1980). Вони також випустили концертний варіант пісні, записаний у 1982 році на радіошоу «King Biscuit Flower Hour»
- Дін «Червоний Елвіс» Рід записав пісню для альбому «Country» в 1982 році в Східній Німеччині та Чехословаччині.[15][16]
- Гурт Sesame Street записав цю пісню під назвою «Найбрудніше місто на заході» зі зміненим текстом, пісня вперше вийшла в ефір у 1982 році.
- Вік Дамон записав цю пісню для альбому «Over The Rainbow» (1982).
- Гурт King Kurt включив пісню до альбому «Wallah Wallah» (1983).
- У Данії гурт Disneyland After Dark використав мелодію пісні як рифи до пісні «Riding With Sue» з альбому «Call of the Wild[en]».

### 1990-ті роки
- Гурт The Chaps створив пародію на цю пісню під назвою «Rawhide» (1982)
- Гурт Peter, Paul & Mary створив пародію на цю пісню під назвою «Yuppies in the Sky» для альбому «Flowers and Stones» (1990)
- Скотт Тейлор Террі і Даніель Амос включили цю пісню до компіляційного альбому «The Miracle Faith Telethon» (1990)
- Гурт Impaled Nazarene записав пісню у стилі чорний метал, пісня була випущена в альбомі «Sadogoat» (1993)
- Гурт Captain Tractor випустив пісню в альбомі Land (1994), текст пісні змінено, в ньому описується несамовитого розмаху корупція.
- Гурт Buckethead записав пісню для альбому «Giant Robot[en]» (1994)
- В 1997 для серіалу VH1 Storytellers пісню писали Джоні Кеш і Віллі Нельсон
- Деббі Херрі записала цю пісню в стилі транс, цей запис з'являється у фільмі «Three Businessmen[en]» (1998)
- Крістофер Лі включив запис цієї пісні до альбому «Sings Devils, Rogues & Other Villains» (1998)[17]
- Гурт The Blues Brothers виконав цю пісню для фільму «Blues Brothers 2000[en]»
- Компоизитор Нед Саблет записав цю пісню у стилі меренге для «Cowboy Rumba»

### 2000-ні роки
- Німецький гурт Dezperadoz включив пісню до альбому «The Dawn Of Dying» (2000).
- Співак Долан Елліс включив пісню до свого альбому «Tall Tales, Lost Trails & Heroes» (2000).
- Гурт Ghoultown включив пісню до свого альбому «Tales from the Dead West[en]» (2000).
- Гурт Concrete Blonde записала версію для свого останнього альбому «Mojave» (2004).
- Джон Фрушанте, Майкл Ротер, і Джош Клінгхоффер виконали коротку інструментальну версію пісні в 2004 році.
- Німецька хеві-метал група Die Apokalyptischen Reiter випустила версію пісні під назвою «Ghostriders in the Sky» в альбомі «Friede Sei Mit Dir».[18]
- Панк-рок гурт «Me First and the Gimme Gimmes» включив пісню до свого альбому «Love Their Country[en]» (2006).
- Гітарист Арт Гринхоу включив ф'южн версію цієї пісні до свого альбому «Lone Star Sitar» (2006).[19]
- У фільмі Примарний вершник (2007) пісня звучить у виконанні рок-кавер групи Spiderbait.
- Фінська мелодік-дез-метал-група Children of Bodom включила цю пісню під назвою Ghostriders in the Sky до свого альбому «Blooddrunk[en]» (2008).

### 2010-ті роки
- Джуді Коллінз, разом з гуртом Nashville Rhythm Section і хором Ghost Riders Chorus створили кавер-версію пісні для альбому Paradise (2010)
- Дез=метал гурт Florida/Utah включив пісню до альбому «Despair is My Mistress».
- Розуелл Радд включив пісню до альбому Trombone For Lovers.
- Персонаж Дідусь в ірландському комедійному серіалі «Хлопчики місіс Браун» згадує цю пісню у Різдвяному спецвипуску «Мамина жопа». Дід співає її в той час як Агнес б'є його по голові металевим підносом з метою перевірки на міцність.
- Гурт Drop The Lime записав інструментальну версію для альбому «Enter The Night».
- Гурт Screaming Orphans [Архівовано 28 грудня 2018 у Wayback Machine.] включив пісню до альбому «Lonely Boy[en]» (2011)
- У 2015 році версія Джонні Кеша в уповільненому темпі була використана для трейлера телеопери «Mass Effect: Andromeda».

### Іншомовні версії

#### Українською
- Українську версію пісні під назвою «Вершники в небесах» створила у 2016 році Тетяна Семак, а записав соліст Київського муніципального академічного оперного театру для дітей та юнацтва Павло Денисенко[20]

#### Естонською
- Естонсько-канадський музикант Юрі Ліппі переклав і записав серф-рок версію в Естонії в 1968 році.

#### Іспанською
- У 1966 році іспанською мовою під назвою «Jinetes en el cielo» пісню записала мексиканська група Los Baby's.[21]
- Мексиканський співак Педро Варгас також записав версію іспанською.
- Популярний співак з Іспанії, Рафаель, випустив іспанську версія в 1970-х роках. Текст пісні було змінено — ковбой був приречений до вічної їзди за те, що розбив молоде дівоче серце. Пісня закінчується щасливо, коли дівчина рятує його від тієї жахливої долі, молитися за нього, і дозволяє троянді впасти на його могилу.

#### Італійською
- Італійською мовою пісню під назвою «I Cavalieri del Cielo» записав Джіно Латілла в 1952 році.

#### Литовською
- Литовською мовою під назвою «Jupi Ja Je» пісню записав Адольфас Яруліс в 1971 році.

#### Німецькою
- У 1949 році пісня була записана німецькою мовою під назвою «Geisterreiter» гуртом Rita Paul & Her Cornel-Trio. У цьому ж році пісню записав Герхард Вендланд.
- Інші німецькі версії були випущені гуртом Mikrowelle.
- Інструментальна версія була зроблена Австрійським гуртом «da Blechhauf'n» У 2012 році.[22]

#### Португальською
- Бразильський артист Мілтон Насіменту записав пісню португальською мовою під назвою «Cavaleiros do céu», пісня увійшла до альбому Caçador de Mim, що вийшов в 1981 році

#### Фінською
- Фінська версія під назвою «Aaveratsastajat» була написана Куллерво (народився Тапіо Куллерво Лахтинен) і записана кількома музикантами, включаючи Генрі Тіля і Metro-tytöt, Карі Тапіо, Денні, Тапані Канса, Рейо Тайпале і Ісмо Аланко.
- Юха Вайніо записав альтернативну, гумористичну версію під назвою «Hirvenmetsästys» («Полюванняна на лося»). Гурт Pertti Metsärinteen записав її в 1970 році.
- Інструментальну джаз-версія Калле Калима в альбомі High Noon вийде в 2016 році.

#### Французькою
- Франкомовну версія під назвою «Les Cavaliers du Ciel» випустив гурт Les Compagnons de la chanson в 1949 році.
- Французький гітарист і співак, Джилл Догерті, також записав пісню французькою, вона увійшла до його альбому Live In Bourges (1990).
- У 1992 році, іншу франкомовну версію під назвою «Où tu iras» записав гурт Les Naufragés, пісня увійшла до альбому A contre-Courant.

## Переклади

### Олександр Лісниченко
```
Старий ковбой мчав верхи у буремний хмарний день,
І зупинивсь на пагорбі перепочить лишень,
Аж раптом він побачив, як поміж роздертих хмар 
Летять стада корів, а в них в очах палає жар!
 
Гайда-гей, вйо!
Гайда-вйо, гей!
Привиди в небі мчать!...

На них палали тавра, звук стальних копит лунав,
Блищали чорні роги, жаром подих обпікав,
Німий від жаху, він дививсь на стадо, а за ним - 
Щосили мчали вершники із криком жалісним. 

Гайда-гей, вйо!
Гайда-вйо, гей!
Привиди в небі мчать!...

Змарнілі лиця, тьмяний погляд, одяг потом стік,
З останніх сил за стадом мчать - та мчати їм повік!
На конях вогнедишних у похмурих небесах,
Корів не наздогнати їм, і в криках чувся страх...
 
Гайда-гей, вйо!
Гайда-вйо, гей!
Привиди в небі мчать!...

Аж раптом хтось із вершників гукнув його ім’я: 
— Щоб не пропала в пеклі назавжди душа твоя, 
Щоб ти в бігу диявольськім не став одним із нас,
Зміни своє життя, ковбой, допоки є ще час! 

Гайда-гей, вйо!
Гайда-вйо, гей! 
Привиди в небі мчать!...

```